# Гасан Масуд
Гасан Масуд (на арабски: غسّان مسعود) е сирийски актьор, известен на международната публика с ролята си на Саладин във филма на Ридли Скот „Небесно царство“, както и ролята на шейха в турския филм „Долината на вълците: Ирак“ и в „Карибски пирати: На края на света“.
Роден е на 20 септември 1958 година в малкото сирийско село Фейжлит. Преподава драма в Дамаск, където живее със семейството си.